# Nivolumab

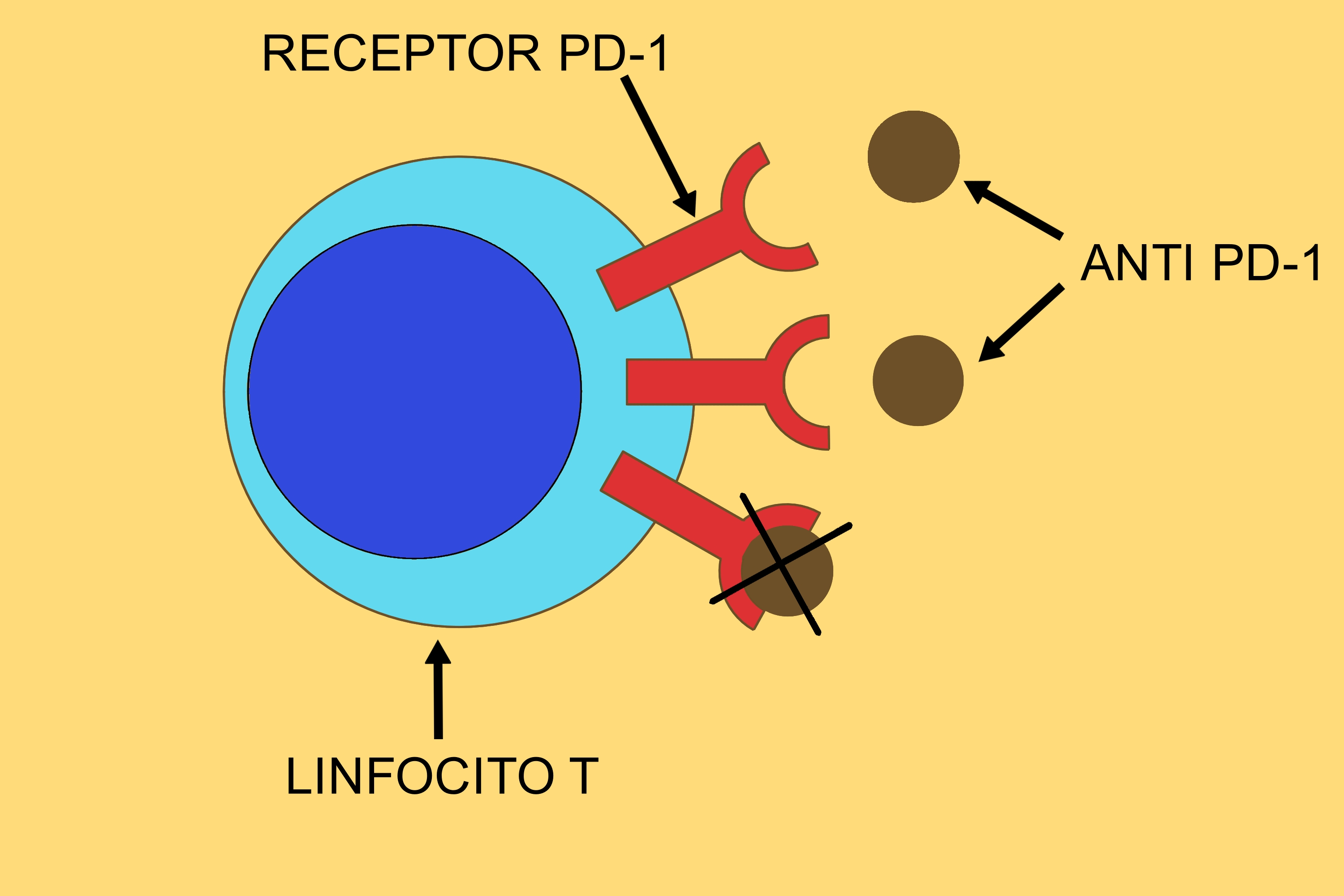
Meccanismo di azione degli anticorpi, come il nivolumab e il pembrolizumab, che bloccano il recettore PD-1 sulla superficie delle cellule T

Il nivolumab, diffuso con il nome commerciale di Opdivo, è un anticorpo monoclonale umanizzato impiegato nel trattamento di alcuni tipi di neoplasia. Si lega al recettore di morte cellulare programmata PD-1 sulla superficie dei linfociti T e B.

## Farmacodinamica
Il nivolumab blocca la proteina 1 della morte cellulare programmata (PD-1), la quale in condizioni normali impedisce ai linfociti T di attaccare i tessuti infiammati e le cellule tumorali. Inibendo la PD-1, i linfociti possono quindi attaccare le cellule cancerose, distruggendole e impedendo la proliferazione della neoplasia. La proteina PD-1 è un recettore il cui ruolo primario è regolare il grado di attivazione dei linfociti T, evitando una risposta immunitaria eccessiva e, quindi, l'insorgenza di patologie autoimmuni.

## Usi terapeutici
Il nivolumab può essere impiegato nel trattamento del carcinoma del polmone a cellule non piccole che all'esame istologico appare costituito da cellule non squamose; l'anticorpo è indicato nei casi di tumore metastatizzato o comunque refrattario a precedenti cicli di chemioterapia effettuati con altri farmaci. Può essere utilizzato anche nella terapia del carcinoma a cellule renali in stadio avanzato, appurata la refrattarietà al trattamento chemioterapico standard; in particolare, può essere usato sia in monoterapia, sia in associazione con il cabozantinib, in caso di carcinoma renale a cellule chiare metastatico.
Ulteriori usi del nivolumab riguardano individui con carcinoma epatocellulare non rispondente a terapie locali (il nivolumab viene in questo caso usato come monoterapia di seconda scelta), oppure casi di carcinoma gastrico avanzato come terapia di elezione, in associazione con la chemioterapia o in pazienti con mesotelioma pleurico. Se usato in combinazione con un altro anticorpo monoclonale, l'ipilimumab, il nivolumab si rivela spesso efficace nel trattamento dei melanomi in fase avanzata non operabili mediante intervento chirurgico. Uno studio di fase 2 del 2024 ha mostrato l'efficacia di questa combinazione di farmaci in una popolazione di 115 pazienti affetti da cancro al colon con mismatch repair deficiency (MMR), una variante che riguarda il 10-15% dei casi di cancro al colon e che è attaccabile dall'anticorpo monoclonale: dopo un trattamento farmacologico di 9 settimane e un intervento chirurgico, con rischio di recidiva teoricamente alto, dopo due anni il 68% dei pazienti non presentava tracce del tumore né nel tratto operatorio né nei linfonodi.
Secondo il CheckMate-067, studio clinico di Fase 3 randomizzato e in doppio cieco, i cui risultati sono stati presentati al congresso della Società europea di oncologia nel settembre 2024 e pubblicati nel The New English Journal of Medicine, più del 40% dei pazienti trattati con nivolumab più ipilimumab è vivo dopo 10 anni. Nel 2014 la sopravvivenza era del 25% a un anno. Più del 60% dei pazienti oggetto dello studio, trattati con la combinazione dei due farmaci, non ha richiesto ulteriori terapie sistemiche.
Secondo lo studio CheckMate-816, il 79% dei pazienti trattati con nivolumab in associazione con chemioterapia è ancora vivo dopo 4 anni, rispetto al 62% di che aveva ricevuto soltanto la chemioterapia.